# Méthyldibromoglutaronitrile
Le méthyldibromo glutaronitrile est un conservateur largement utilisé.
Il est fabriqué en faisant réagir du brome avec du 2-méthylèneglutaronitrile en dessous de 30 °C. Une allergie à ce produit chimique peut être découverte en effectuant un test épicutané.

## Histoire et allergie
Au milieu des années 1980, une concentration maximale de 0,1 % dans les cosmétiques avec ou sans rinçage était autorisée. Il a découvert peu de temps après que ce produit provoquait une dermatite de contact allergique chez les personnes atteintes d'eczéma.
Il est utilisé depuis les années 1990 comme conservateur dans les produits de soins de la peau tels que les lotions, les lingettes humides, les shampooings et les savons liquides. Les applications industrielles incluent son utilisation dans la conservation des huiles, des colles et des gels médicaux.
En 2005, l'UE a interdit son utilisation dans les produits qui restent sur la peau, puis en 2007 dans les produits à rincer.